# Be Here Now
Be Here Now är ett musikalbum av den brittiska rockgruppen Oasis, utgivet i augusti 1997. 
Efter succéerna med albumen Definitely Maybe (1994) och (What's the Story) Morning Glory? (1995) var förväntningarna på albumet skyhöga. Även om det sålde bra ansåg många att det inte lyckades leva upp till hypen.
Albumet nådde förstaplatsen på albumlistan i Storbritannien och har sålt 6 gånger platina där. Det blev också det snabbast säljande albumet i Storbritannien någonsin när det sålde 423 000 exemplar redan första dagen, 695 761 efter en vecka och över 1 miljon på två veckor. I USA nådde det en andraplats på Billboardlistan.
På "Fade In-Out", en bluesinfluerad låt, medverkar skådespelaren Johnny Depp på slidegitarr. Albumet beräknas ha sålts i strax över 10 miljoner exemplar.

## Låtlista
Alla låtar är skrivna av Noel Gallagher.
1. "D'You Know What I Mean?" - 7:42 *
2. "My Big Mouth" - 5:02
3. "Magic Pie" - 7:19
4. "Stand by Me" - 5:56 *
5. "I Hope, I Think, I Know" - 4:22
6. "The Girl in the Dirty Shirt" - 5:49
7. "Fade In-Out" - 6:52
8. "Don't Go Away" - 4:48 **
9. "Be Here Now" - 5:13
10. "All Around the World" - 9:20 *
11. "It's Getting Better (Man!!)" - 7:00
12. "All Around the World (Reprise)" - 2:08

- * indikerar att låten släpptes som singel.
- ** indikerar att låten släpptes som singel enbart i Japan och USA.

## Medverkande
- Liam Gallagher - sång, tamburin
- Noel Gallagher - sång, bakgrundssång, gitarr (solo)
- Paul "Bonehead" Arthurs - gitarr (rytm)
- Paul "Guigsy" McGuigan - bas
- Alan White - trummor